# Lymantria capnodes
Lymantria capnodes är en fjärilsart som beskrevs av Collenette 1932. Lymantria capnodes ingår i släktet Lymantria och familjen tofsspinnare. Inga underarter finns listade i Catalogue of Life.